# 洛川路
洛川路是中華人民共和國上海市普陀區的一條道路，西起涇惠路，東至滬太路，道路名稱來自於陝西省洛川縣。全長1056米。始建於1954年，當時僅建成現今洛川路的東西兩段，洛川路兩段之間無法貫通。1986年，洛川路中段建成，洛川路全路貫通。20世紀末，洛川路整條馬路被攤販佔據。21世紀初，攤販搬離，洛川路恢復車輛通行狀態。